# Perlová řeka
Perlová řeka (čínsky pchin-jinem Zhū Jiāng, znaky 珠江) je řeka na jihovýchodě ČLR (Kuang-tung), která je levým (severním) ramenem delty řeky Si-ťiang. Toto rameno je 177 km dlouhé. Celý říční systém, pro který se jméno řeky často používá, je délkou 2200 až 2400 km třetí nejdelší řekou v zemi (po Jang-c' a Žluté řece) a druhou nejmohutnější pokud jde o vodnost (po Jang-c'). Povodí dosahuje 437 000 km². Je pojmenovaná podle písčitého kamenitého ostrůvku uprostřed řeky pojmenovaném Moře perel (čínsky pchin-jinem Hǎizhū, znaky 海珠). Díky změnám toku se ostrov časem ocitl mimo koryto řeky.

## Průběh toku

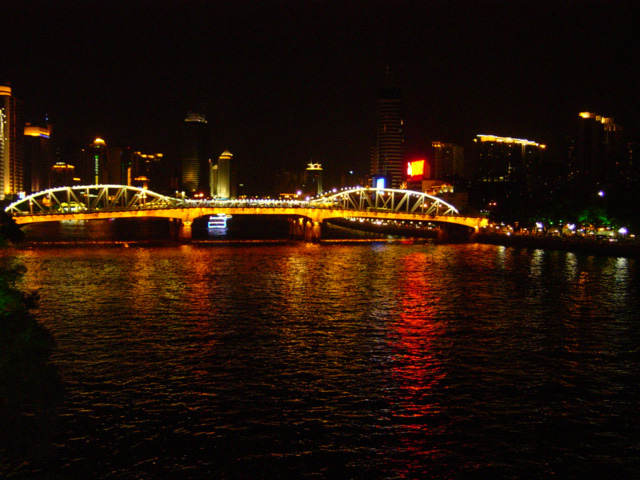
Perlová řeka v noci, Kuang-čou

Řeka je tvořena soutokem řek Si-ťiang („Západní řeka“), Pej-ťiang („Severní řeka“) a Tung-ťiang („Východní řeka“). Vlévá se do zátoky Ču-ťiang-žou Jihočínského moře, která se nachází mezi Hongkongem a Macaem a je součástí delty Perlové řeky. Vlastní rameno vytváří stejnojmenný estuár dlouhý 40 km. Města Hongkong, Macao a Ču-chaj jsou od roku 2018 propojené 55 km dlouhým mostem Hongkong–Ču-chaj–Macao táhnoucím se přes zátoku Ču-ťiang-žou.

## Využití
Na řece nad estuárem se nachází velký námořní přístav Kuang-čou (v roce 2017 byl třetím největším kontejnerovým přístavem na světě). Na řece je rozvinutá vodní doprava, rybářství a perlový průmysl. 500 kV elektrické vedení, zavěšené na třech nejvyšších sloupech na světě, kříží řeku v blízkosti ústí. Toto ústí, které se nazývá Bocca Tigris, bývá pravidelně čištěno, aby bylo umožněné vplutí velkých lodí.

### Města v deltě
Tung-kuan, Fo-šan, Kuang-čou, Hongkong, Ťiang-men, Kchaj-pching, Macao, Šen-čen, Wu-čou, Čao-čching, Čung-šan, Ču-chaj